# Joakim Karlsson
Joakim Karlsson, soprannominato "Yukay" (Stoccolma, 11 aprile 1971), è un thaiboxer e kickboxer svedese.

## Carriera
Campione di Svezia, nel 2007 partecipa al reality show The Contender Asia, dove viene sconfitto per k.o. e, conseguentemente, eliminato da Sean Wright.

## Palmarès

### Professionismo
- Campione Svedese di Muaythai WMC

### Dilettantismo
- Campionati del Mondo di Muaythai IPMF 2006  -71 kg